# 前田喜代士
前田 喜代士（まえだ きよし、1912年4月20日 - 1938年1月）は、福井県出身のプロ野球選手。

## 来歴・人物
武生中学では主将で4番中堅手だった。卒業後は慶大に進むも病気で中退。その後、ノンプロの呉羽紡績、日本レイヨンでプレーした。
1936年、名古屋軍の結成に参加し、そのまま入団。最初の公式リーグ戦である1936年春の第一回日本職業野球リーグ戦では左翼手として活躍し、5月17日の東京セネタース（鳴海球場）戦では、石原繁三からランニングホームランを打った。これは球団史上初めての本塁打である（日本プロ野球公式戦でも、同年5月4日に本塁打を打った藤井勇（大阪）に次いで第二号本塁打である）。同年秋の第二回日本職業野球リーグ戦においても12月7日の東京セネタース（洲崎球場）戦で、同じ石原繁三から日本プロ野球公式戦史上初の代打本塁打を打つなど、長打力のある打者として、弱小・名古屋軍を支えた。反面、成績にムラがあり、1936年秋にマークした打率.123は、同シーズンに規定打席に達した打者の中ではワースト2位だった。また、同シーズンは規定打席に到達しながら四球が0個だったが、これはプロ野球史上唯一の記録である。
しかし、1937年春季終了後に応召され、翌1938年1月、中国で戦死。享年25。職業野球現役選手初の戦死者でもある。
東京ドーム敷地内にある鎮魂の碑に、彼の名前が刻まれている。

## 詳細情報

### 年度別打撃成績
| 年 度     | 球 団     | 試 合 | 打 席 | 打 数 | 得 点 | 安 打 | 二 塁 打 | 三 塁 打 | 本 塁 打 | 塁 打 | 打 点 | 盗 塁 | 盗 塁 死 | 犠 打 | 犠 飛 | 四 球 | 敬 遠 | 死 球 | 三 振 | 併 殺 打 | 打 率 | 出 塁 率 | 長 打 率 | O P S |
| --------- | --------- | ----- | ----- | ----- | ----- | ----- | -------- | -------- | -------- | ----- | ----- | ----- | -------- | ----- | ----- | ----- | ----- | ----- | ----- | -------- | ----- | -------- | -------- | ----- |
| 1936春夏  | 名古屋    | 16    | 70    | 67    | 9     | 19    | 3        | 1        | 2        | 30    | 12    | 1     | --       | 0     | --    | 3     | --    | 0     | 7     | --       | .284  | .314     | .448     | .762  |
| 1936秋    | 名古屋    | 22    | 81    | 81    | 5     | 10    | 1        | 2        | 1        | 18    | 7     | 2     | --       | 0     | --    | 0     | --    | 0     | 16    | --       | .123  | .123     | .222     | .345  |
| 1937春    | 名古屋    | 47    | 172   | 160   | 13    | 34    | 7        | 2        | 0        | 45    | 12    | 1     | --       | 1     | --    | 10    | --    | 1     | 27    | --       | .213  | .263     | .281     | .544  |
| 通算：2年 | 通算：2年 | 85    | 323   | 308   | 27    | 63    | 11       | 5        | 3        | 93    | 31    | 4     | --       | 1     | --    | 13    | --    | 1     | 50    | --       | .205  | .239     | .302     | .541  |

### 背番号
- 14 （1936年）[5]
- 4 （1937年春）[5]